# Filophryxus dorsalis
Filophryxus dorsalis är en kräftdjursart som beskrevs av Bruce 1972. Filophryxus dorsalis ingår i släktet Filophryxus och familjen Bopyridae. Inga underarter finns listade i Catalogue of Life.